# Волгоградский дебаркадер
«Волгогра́дский» дебарка́дер или, официально, Грузопассажирский дебаркадер на озере Денежном — деревянный двухпалубный дебаркадер (плавучая пристань), расположенный на территории Волго-Ахтубинской поймы на озере Денежном, к северу от Краснослободска Волгоградской области (рядом с волгоградским мостом на левом берегу Волги).
Место отдыха и культурная достопримечательность, выявленный объект культурного наследия. Близость к городу Волгограду (3 км) делает сооружение популярным, с начала 60-х годов посещается туристами и отдыхающими, популярное место для фотосессий. Принадлежит Волгоградской государственной академии физической культуры на праве оперативного управления.
Широкую известность получил в связи с попыткой сноса в конце весны — начале лета 2013 года. 26 июня 2013 сгорел при пожаре.

## История
Построен в 1954 году на судостроительной верфи в городе Городец Горьковской области.
По предположению специалистов Российского речного регистра, проводивших осмотр судна в 2012 году, дебаркадер относится к проекту № 33.
Служил речным вокзалом города Камышина после постройки Волжской ГЭС. Располагался в районе нынешнего историко-краеведческого музея города Камышина. Принимал пассажирские пароходы на реке Камышинке.
В 1966 дебаркадер перегнали в Краснослободск и завели на озеро Денежное. Был гребной базой спортивного общества «Динамо» на озере Денежном, где был водный стадион — открытый спортивный комплекс для водных видов спорта.
Дебаркадер был признан негодным к эксплуатации и списан Министерством спорта с баланса ВГАФК. Было принято решение снести сооружение, проведён конкурс, выбран подрядчик.

## Признание объектом культурного наследия

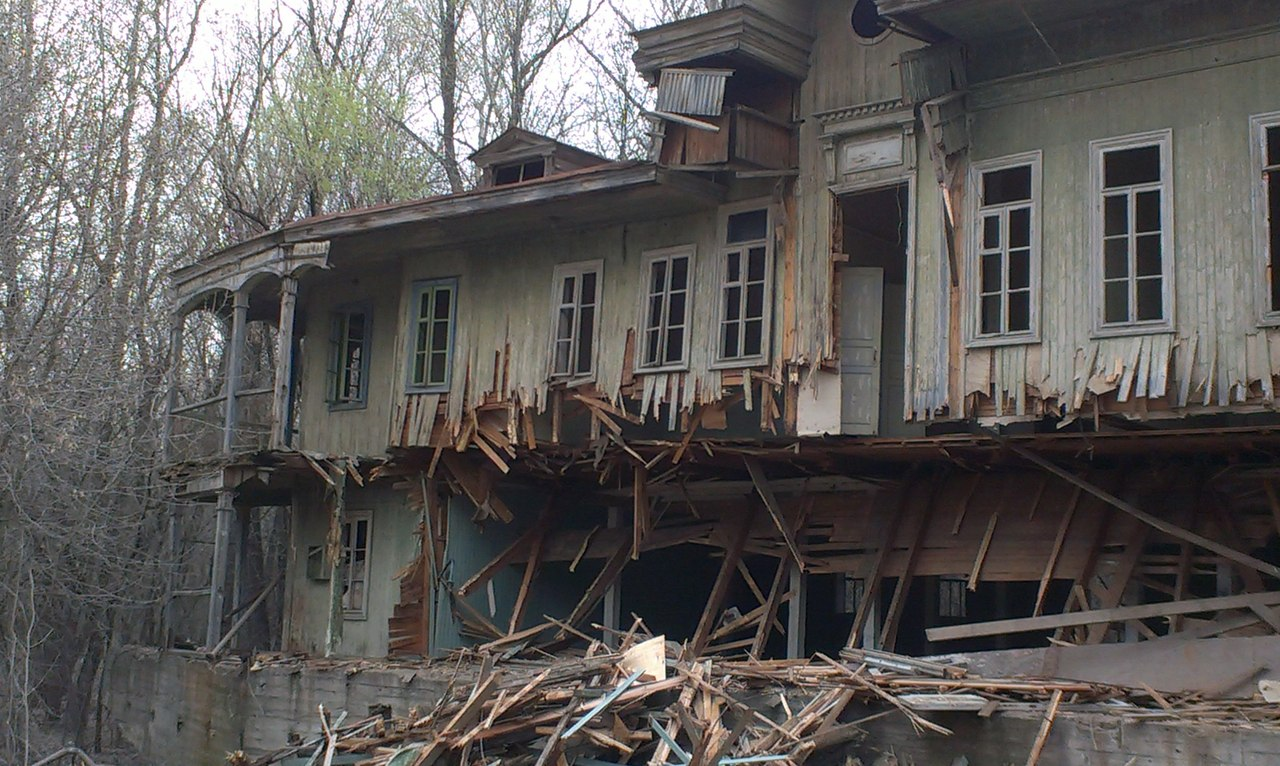
Дебаркадер после первой попытки сноса

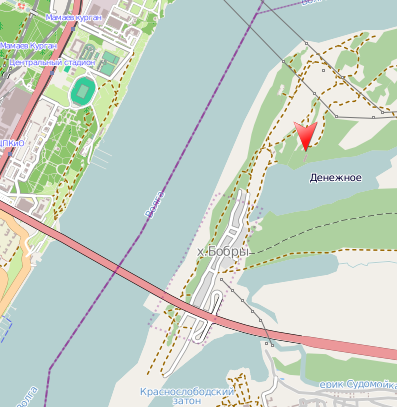
Слева — правый берег Волги, снизу вверх: ЦПКиО, Центральный стадион, Мамаев курган; Волга и Волгоградский мост; справа — левый берег Волги. Дебаркадер отмечен красной стрелкой

21 апреля 2013 года был снесён фасад и частично перегородки первой палубы сооружения. После активного противодействия активистов снос был приостановлен.

То, что делают с ним — это безнравственно, просто вандализм. Дебаркадеры на Волге, конечно, есть, но это всё либо новоделы, либо основательно перестроенные. Вот таких «старичков», сохранивших свой внешний облик, по всей стране — единицы, так бездумно и беспечно разрушить его стыдно.— Сергей Сена, архитектор, руководитель Отделения Российской ассоциации реставраторов по ЮФО
Группа активистов организовала палаточный лагерь рядом с дебаркадером.
Музей занимательных наук Эйнштейна предложил создать в дебаркадере Музей Волги. Судомоделист Александр Скоробогатов вызвался отдать будущему музею 37 кораблей в масштабе 1:50.
Защитники дебаркадера обратились в Министерство культуры Волгоградской области с требованием признать дебаркадер объектом культурного наследия. На сайте «Демократор» был организован сбор подписей за сохранение дебаркадера. На начало июня было собрано свыше 450 голосов.
В начале мая депутат волгоградской городской думы Алексей Волоцков осмотрел дебаркадер и добился на встрече с ректором Волгоградской государственной академии физической культуры Александром Шамардиным временного приостановления сноса до 20 мая для поиска инвестора, готового вложить денежные средства в сохранение сооружения.
20 мая 2013 была предпринята последняя попытка снести дебаркадер, активисты не подпустили к сооружению приехавший трактор.
В конце мая 2013 комитет охраны окружающей среды и природопользования Волгоградской области признал незаконной попытку сноса волгоградского дебаркадера. То, что дебаркадер находится в природном парке «Волго-Ахтубинская пойма», а подрядчик не имел права проводить работы на особо охраняемой территории, послужило поводом для возбуждения дела об административном правонарушении по признакам статьи «Нарушение правил охраны и использования природных ресурсов на особо охраняемых природных территориях», грозящего виновным крупными штрафами (более 30 000 рублей).
В июне 2013 была завершена историко-культурная экспертиза. Дебаркадер признан «выявленным объектом культурного наследия» с присвоением названия «Грузопассажирский двудечный дебаркадер на озере Денежное».

## Нападения на защитников дебаркадера
Вечером 30 мая 2013 четверо мужчин жестоко избили защитников дебаркадера.
В ночь с 31 мая на 1 июня 2013 на палаточный лагерь у дебаркадера напали четверо мужчин. Защитников дебаркадера жестоко избили, лагерь сожгли, подожгли дебаркадер. В больнице оказались трое защитников дебаркадера, в том числе девушка. Пострадавшие подали заявление в полицию.
В ночь с 1 на 2 июня 2013 была предпринята попытка третьего нападения на защитников дебаркадера.

## Пожар и уничтожение дебаркадера
Двадцать шестого июня 2013 года сгорел при пожаре. Эксперты МЧС подтвердили, что «источник огня был занесён неустановленными лицами».
Осенью 2014 года Волгоградская академия физической культуры провела аукцион на снос остатков дебаркадера.